# Congressional Budget Office
Pour les articles homonymes, voir CBO.
Le Congressional Budget Office (CBO), ou Bureau du budget du Congrès américain, est une agence fédérale américaine faisant partie de la branche législative du gouvernement fédéral des États-Unis. Il a été créé en 1974 par la Congressional Budget and Impoundment Control Act of 1974.
En ce qui concerne les prévisions de dépenses du budget fédéral des États-Unis par le Congrès des États-unis, le CBO joue un rôle similaire au Joint Committee on Taxation (qui estime les revenus futurs du Congrès) et au département du Trésor des États-Unis (qui estime les revenus futurs de la  branche exécutive (en) du gouvernement américain). Le CBO, en tant que conseil budgétaire, s'occupe également d'établir les effets de la dette nationale américaine.
Le CBO réunit 232 experts hautement qualifiés, principalement des économistes et des spécialistes des politiques publiques américaines.

## Liste des directeurs
Le tableau ci-dessous liste les directeurs du CBO par ordre chronologique : 
| Keith Hall                       | 1er avril 2015 - présent           |
| Douglas Elmendorf                | 22 janvier 2009 - 31 mars 2015     |
| Robert A. Sunshine (Acting)      | 25 novembre 2008 - 22 janvier 2009 |
| Peter R. Orszag                  | 18 janvier 2007 - 25 novembre 2008 |
| Donald B. Marron (par intérim)   | 29 décembre 2005 – janvier 2007    |
| Douglas Holtz-Eakin              | 5 février 2003 - 29 décembre 2005  |
| Barry B. Anderson (par intérim)  | 3 janvier 2003 – 5 février 2003    |
| Dan Crippen                      | 3 février 1999 - 3 janvier 2003    |
| James Blum (par intérim)         | 29 janvier 1999 – 3 février 1999   |
| June E. O'Neill                  | 1er mars 1995 - 29 janvier 1999    |
| Robert D. Reischauer             | 6 mars 1989 - 28 février 1995      |
| James L. Blum (par intérim)      | décembre 1987 - 6 mars 1989        |
| Edward M. Gramlich (par intérim) | 28 avril 1987 - décembre 1987      |
| Rudolph G. Penner                | 1er septembre 1983 - 28 avril 1987 |
| Alice Rivlin                     | 24 février 1975 - 31 août 1983     |